# HD 19275
HD 19275 är en vit stjärna i huvudserien i Cassiopejas stjärnbild.
Den har visuell magnitud +4,83 och är synlig för blotta ögat vid normal seeing.